# Rie Takahashi
Rie Takahashi (高橋 李依, Takahashi Rie, nasceu em 27 de fevereiro de 1994) é uma Dubladora e cantora japonesa afiliada à 81 Produce. Ela teve um papel de liderança na série de anime Seiyu's Life!, onde se tornou parte da unidade musical Earphones.
Ela é conhecida por dublar a Megumin de KonoSuba, Emilia de Re:Zero Kara Hajimeru Isekai Seikatsu, Takagi em Teasing Master Takagi-san, Mash Kyrielight em Fate / Grand Order e Mirai Asahina / Cure Miracle em Witchy PreCure! . Ela também cantou temas para o anime mencionado, entre outros. Ela ganhou a Melhor Novata Feminina no 10º Seiyu Awards .

## Biografia
Takahashi nasceu na província de  Saitama .  Desde tenra idade, ela se interessou por anime, principalmente depois de assistir a séries de anime como Ojamajo Doremi durante sua infância e Higurashi When They Chor e Soul Eater durante seus anos de escola secundária. Enquanto estava no ensino médio, ela percebeu que muitos personagens masculinos eram dublados por dubladoras; como esse fato a interessava, ela decidiu seguir carreira na dublagem. Ela ingressou no clube de radiodifusão de sua escola durante seu terceiro ano do ensino médio e também ganhou uma citação especial para dublagem na 4ª Feira de Animação da High School. Durante seu terceiro ano do ensino médio, Takahashi participou de uma audição patrocinada pela agência de dublagem 81 Produce .  Ela passou na audição e, depois de terminar o ensino médio em 2012, começou a frequentar a escola de treinamento 81 Produce, o 81 Actor's Studio.  Enquanto continuava com suas aulas, ela se tornou parte da unidade de dubladores Anisoni∀ junto com outros dubladores Reina Ueda, Chiyeri Hayashida e Kayoto Tsumita. Depois de se formar no 81 Actor's Studio em 2013, ela se juntou formalmente ao 81 Produce.
Em 2013, ela desempenhou papéis secundários ou coadjuvantes em cada série, como Stella Women's Academy, High School Division Class C³, Driland e Aikatsu . Ela também desempenhou o papel de uma estudante em um fluxo cômico do mangá online Pokémon Card Game XY: Yarouze! . Em 2015, ela interpretou seu primeiro papel principal como Futaba Ichinose na série de televisão de anime Seiyu's Life! . Takahashi, junto com a vida de Seiyu! As co-estrelas Marika Kouno e Yuki Nagaku formaram a unidade musical Earphones .  Nesse mesmo ano, ela foi escalada como as personagens Miki Naoki em School-Live! e Kaon Lanchester no cometa Lúcifer . Ela e seu colega School-Live! co-estrelado por Inori Minase, Ari Ozawa, e Mao Ichimichi, realizada tema de abertura dos "Friend Shitai" (ふ・れ・ん・ど・し・た・い, I Want to be Friends)  Em março de 2016, Takahashi recebeu o prêmio de Melhor Iniciante no 10º Seiyu Awards . Ela foi então escalada como o personagem Megumin na série de anime KonoSuba ; ela e as co-estrelas Sora Amamiya e Ai Kayano apresentaram o tema de encerramento da série "Chiisana Boukensha" (ちいさな冒険者, Little Adventurer)  .  Ela também dublou os papéis de Noct Leaflet em Undefeated Bahamut Chronicle,  OL em Digimon Universe: Appli Monsters,  Mirai Asahina em Maho Girls PreCure!, e Código Omega 00 Yufilia em Ange Vierge .  Ela então fez o papel de Emilia na série de anime Re: Zero - Starting Life in Another World ; Takahashi também apresentou o segundo tema de encerramento da série "Stay Alive". Mais tarde naquele ano, ela foi escalada para o personagem Mash Kyrielight no jogo para celular Fate / Grand Order, substituindo Risa Taneda, que havia entrado em hiato no início daquele ano. Em 2017, Takahashi reprisou o papel de Megumin na segunda temporada de KonoSuba, onde ela, Amamiya e Kayano realizada a série tema de encerramento "Ouchi ni Kaeritai" (おうちに帰りたい, I Wanna Go Home)  Ela também interpretou os papéis de Aqua Aino em Love Tyrant, e Ernesti Echevarria em Knight's &amp; Magic . Em 2018, ela desempenhou o papel de Takagi-san na série de anime Teasing Master Takagi-san, onde ela também interpreta os temas finais da série. Ela também interpretou os papéis de Tsubasa Katsuki em Comic Girls e Sagiri Ameno em Yuuna e nas fontes termais assombradas . Em 2019, ela desempenhou o papel de Nozomi Makino em Magical Girl Spec-Ops Asuka . e reprisou seu papel como Takagi-san em Teasing Master Takagi-san,  onde ela também interpreta os temas finais da série.

## Filmografia

### Anime televisão
| Ano  | Titulo                                                | Função                                                        | Nota              |
| ---- | ----------------------------------------------------- | ------------------------------------------------------------- | ----------------- |
| 2013 | Stella Women’s Academy, High School Division Class C³ | Girl C                                                        | Função de estreia |
| 2013 | Voice Actor Squadron Voicetorm 7                      | Kosu's friend, Female student                                 |                   |
| 2013 | Driland                                               | Hiba Nitoukomachi                                             |                   |
| 2013 | Pretty Rhythm: Rainbow Live                           | Cliente 2                                                     |                   |
| 2014 | Aikatsu!                                              | Nagisa Tsutsumi                                               |                   |
| 2014 | Kamigami no Asobi                                     | Student A                                                     |                   |
| 2014 | Cardfight!! Vanguard: Legion Mate                     | Nicola, Boy B                                                 |                   |
| 2014 | Captain Earth                                         | Ayana Aizawa                                                  |                   |
| 2014 | Norisuta!                                             | Chocola                                                       |                   |
| 2014 | Your Lie in April                                     | Público                                                       |                   |
| 2014 | Kotorisanba de Aiueo                                  | Chocola                                                       |                   |
| 2014 | Shirobako                                             | Uchida, Mixing assistant, Student, Actor 1, Co-worker, Sakuma |                   |
| 2014 | Celestial Method                                      | Estudante                                                     |                   |
| 2014 | A Good Librarian Like a Good Shepherd                 | Schoolgirl D, Officer 1                                       |                   |
| 2014 | Maken-ki!                                             | Asuka                                                         |                   |
| 2014 | Yowamushi Pedal                                       | Announcer                                                     |                   |
| 2015 | Go! Princess PreCure                                  | Schoolgirl                                                    |                   |
| 2015 | Cardfight!! Vanguard G                                | High school girl                                              |                   |
| 2015 | Maria the Virgin Witch                                | Dorothy                                                       |                   |
| 2015 | Yowamushi Pedal GRANDE ROAD                           | Hiro's girlfriend, Audience, Elementary school player         |                   |
| 2015 | JoJo's Bizarre Adventure: Stardust Crusaders          | Girl B                                                        |                   |
| 2015 | Magical Girl Lyrical Nanoha ViVid                     | Linda, Yuna Purattsu                                          |                   |
| 2015 | Seiyu's Life!                                         | Futaba Ichinose, Korori-chan                                  |                   |
| 2015 | Rampo Kitan: Game of Laplace                          | Kobayashi                                                     |                   |
| 2015 | School-Live!                                          | Miki Naoki                                                    |                   |
| 2015 | Comet Lucifer                                         | Kaon Lanchester                                               |                   |
| 2016 | Undefeated Bahamut Chronicle                          | Noct Leaflet                                                  |                   |
| 2016 | KonoSuba                                              | Megumin                                                       |                   |
| 2016 | Maho Girls PreCure!                                   | Mirai Asahina / Cure Miracle                                  |                   |
| 2016 | Re:Zero − Starting Life in Another World              | Emilia                                                        |                   |
| 2016 | The Asterisk War 2nd Season                           | Elliot Forster                                                |                   |
| 2016 | Ange Vierge                                           | Code Omega 00 Yufiria                                         |                   |
| 2016 | Alderamin on the Sky                                  | Nanaku Daru                                                   |                   |
| 2016 | Magi: Adventure of Sinbad                             | Hinahoho's cousin                                             |                   |
| 2016 | Keijo                                                 | Rin Rokudō                                                    |                   |
| 2016 | Digimon Universe: Appli Monsters                      | OL                                                            |                   |
| 2017 | KonoSuba 2                                            | Megumin                                                       |                   |
| 2017 | Akiba's Trip: The Animation                           | Matome Mayonaka                                               |                   |
| 2017 | Love Tyrant                                           | Aqua Aino                                                     |                   |
| 2017 | Knight's &amp; Magic                                  | Ernesti Echevarria                                            |                   |
| 2017 | Battle Girl High School                               | Misaki                                                        |                   |
| 2017 | Anime-Gatari                                          | Yui Obata                                                     |                   |
| 2018 | Teasing Master Takagi-san                             | Takagi                                                        |                   |
| 2018 | Laid-Back Camp                                        | Ena Saitou                                                    |                   |
| 2018 | Death March to the Parallel World Rhapsody            | Zena Marienteil                                               |                   |
| 2018 | Comic Girls                                           | Tsubasa Katsuki                                               |                   |
| 2018 | Caligula                                              | Mifue Shinohara                                               |                   |
| 2018 | Sirius the Jaeger                                     | Ryoko Naoe                                                    |                   |
| 2018 | Yuuna and the Haunted Hot Springs                     | Sagiri Ameno                                                  |                   |
| 2018 | One Room 2nd Season                                   | Minori Nanahashi                                              |                   |
| 2018 | Million Arthur                                        | Titania                                                       |                   |
| 2019 | Revisions                                             | Chang Lu Steiner                                              |                   |
| 2019 | Magical Girl Spec-Ops Asuka                           | Nozomi Makino                                                 |                   |
| 2019 | Bakugan: Battle Planet                                | Dan Kouzo                                                     |                   |
| 2019 | Million Arthur 2nd Season                             | Titania                                                       |                   |
| 2019 | Isekai Quartet                                        | Emilia, Megumin                                               |                   |
| 2019 | Magical Sempai                                        | Madara-san                                                    |                   |
| 2019 | Wasteful Days of High School Girls                    | Kanade "Majime" Ninomae                                       |                   |
| 2019 | Teasing Master Takagi-san 2                           | Takagi                                                        |                   |
| 2019 | Isekai Cheat Magician                                 | Rin Azuma                                                     |                   |
| 2019 | Fate/Grand Order - Absolute Demonic Front: Babylonia  | Mash Kyrielight                                               |                   |
| 2019 | Tenka Hyakken ~Meiji-kan e Yōkoso!~                   | Kuwanagō                                                      |                   |
| 2020 | Heya Camp                                             | Ena Saitou                                                    |                   |
| 2020 | Kakushigoto                                           | Hime Gotō                                                     |                   |
| 2020 | Re:Zero − Starting Life in Another World 2nd Season   | Emilia                                                        |                   |
| 2020 | Listeners                                             | μ                                                             |                   |
| 2020 | Assault Lily Bouquet                                  | Shiori Rokkaku                                                |                   |
| 2020 | Kanojo, Okarishimasu                                  | Sumi Sakurasawa                                               |                   |
| 2020 | One Room 3rd Season                                   | Minori Nanahashi                                              |                   |
| 2021 | Genshin Impact                                        | Hu Tao                                                        |                   |

### Animação líquida original (ONA)
| Ano  | Título         | Função     |
| ---- | -------------- | ---------- |
| 2016 | Monster Strike | Akane Noda |

### Animação em vídeo original (OVA)
| Ano  | Título                                                   | Função       |
| ---- | -------------------------------------------------------- | ------------ |
| 2015 | Sua mentira em Abril                                     | Setsuko      |
| 2015 | Shirobako - O terceiro esquadrão aéreo de meninas OVA    | Apresentador |
| 2016 | KonoSuba - OVA                                           | Megumin      |
| 2017 | KonoSuba 2 - OVA                                         | Megumin      |
| 2018 | Provocação Mestre Takagi-san - OVA                       | Takagi       |
| 2018 | Re: Zero - Começando a Vida em Outro Mundo - Memory Snow | Emília       |

### Filmes de anime
| Ano  | Título                                                                | Função                       |
| ---- | --------------------------------------------------------------------- | ---------------------------- |
| 2015 | O Hino do Coração                                                     | Youko Uno                    |
| 2016 | Pretty Cure All Stars: Filme                                          | Mirai Asahina / Cure Miracle |
| 2016 | Maho Girls PreCure! o filme                                           | Mirai Asahina / Cure Miracle |
| 2017 | Estrelas bonitas do sonho da cura!                                    | Mirai Asahina / Cure Miracle |
| 2018 | Cães vadios do bungo: maçã inoperante                                 | Mizuki Tsujimura             |
| 2018 | Super Cure Pretty Stars                                               | Mirai Asahina / Cure Miracle |
| 2018 | Hugtto! PreCure Futari wa Pretty Cure: All Stars Memories             | Mirai Asahina / Cure Miracle |
| 2019 | KonoSuba: a bênção de Deus neste mundo maravilhoso! Lenda do Carmesim | Megumin                      |
| 2020 | Destino / Grande Ordem: Camelot - Vagando; Agaterám                   | Mash Kyrielight              |

### Videogames
| Ano  | Título                                                               | Função                                                              |
| ---- | -------------------------------------------------------------------- | ------------------------------------------------------------------- |
| 2014 | Ar Nosurge                                                           | Tatoria                                                             |
| 2015 | Cartão futuro Buddyfight                                             | Yuki Tendo                                                          |
| 2016 | Destino / Grande Ordem                                               | Mash Kyrielight                                                     |
| 2016 | Granblue Fantasy                                                     | Erin                                                                |
| 2016 | Shadowverse                                                          | Crystalia Aerin, Sibyl da Waterwyrm                                 |
| 2016 | O efeito Calígula                                                    | Mifue Shinohara                                                     |
| 2016 | Linha da frente das meninas                                          | OTs-44                                                              |
| 2017 | O Idolmaster Stella Stage                                            | Shika                                                               |
| 2017 | Azur Lane                                                            | USS Massachusetts (BB-59), USS <i id="mwA64">Montpelier</i> (CL-57) |
| 2017 | Gran Turismo Sport                                                   | Narração (versão em japonês)                                        |
| 2017 | Tenka Hyakken                                                        | Kuwanagou                                                           |
| 2017 | Magia Record: História Secundária Puella Magi Madoka Magica          | Sasara Minagi                                                       |
| 2017 | Destiny Child                                                        | Ária                                                                |
| 2018 | Kirby Star Allies                                                    | Flamberge                                                           |
| 2018 | Heróis do emblema de fogo                                            | Fjorm                                                               |
| 2018 | Browndust                                                            | Angélica                                                            |
| 2018 | Shin Megami Tensei: Libertação Dx2                                   | Ririn Ueda                                                          |
| 2019 | Dragalia Lost                                                        | Fjorm                                                               |
| 2019 | Março de Sucata de Torikago                                          | Protagonista                                                        |
| 2019 | Rivais de Dragon Quest                                               | Foz                                                                 |
| 2019 | KonoSuba: a bênção de Deus neste mundo maravilhoso! Dias Fantásticos | Megumin                                                             |
| 2019 | Arknights                                                            | Pesadelo, Perfumista                                                |

### Funções de dublagem

#### Animação
| Título                           | Função                 | Notas | Fonte  |
| -------------------------------- | ---------------------- | ----- | ------ |
| Apenas um show                   | CJ                     |       |        |
| Homem-Aranha: No Verso da Aranha | Peni Parker / SP // dr |       | [ 68 ] |
| Justiça Jovem                    | Wonder Girl            |       | [ 69 ] |